# 林球立
林球立（Tscheu La Ling，1956年1月6日—）是一名华裔荷兰人，前足球運動員，現時是經營營養保健食品的商人。
林球立祖籍浙江溫州，祖父在20世紀初離開中國往歐洲謀生，在1917年定居於荷蘭海牙。

## 榮譽
- 荷甲冠軍
  - 1976-77、1978-79、1979-80、1981-82

- 荷蘭盃冠軍
  - 1976年、1979年

- 希臘甲級聯賽
  - 1983-84

- 希臘盃冠軍
  - 1984年

## 外部連結
- 林球立 職業數據 （页面存档备份，存于）